# کاریچون
کاریچون یا کیمار خلیج فارس یکی از ماهیان از خانواده سوسمارماهیان (Synodontidae) است.